# Konik

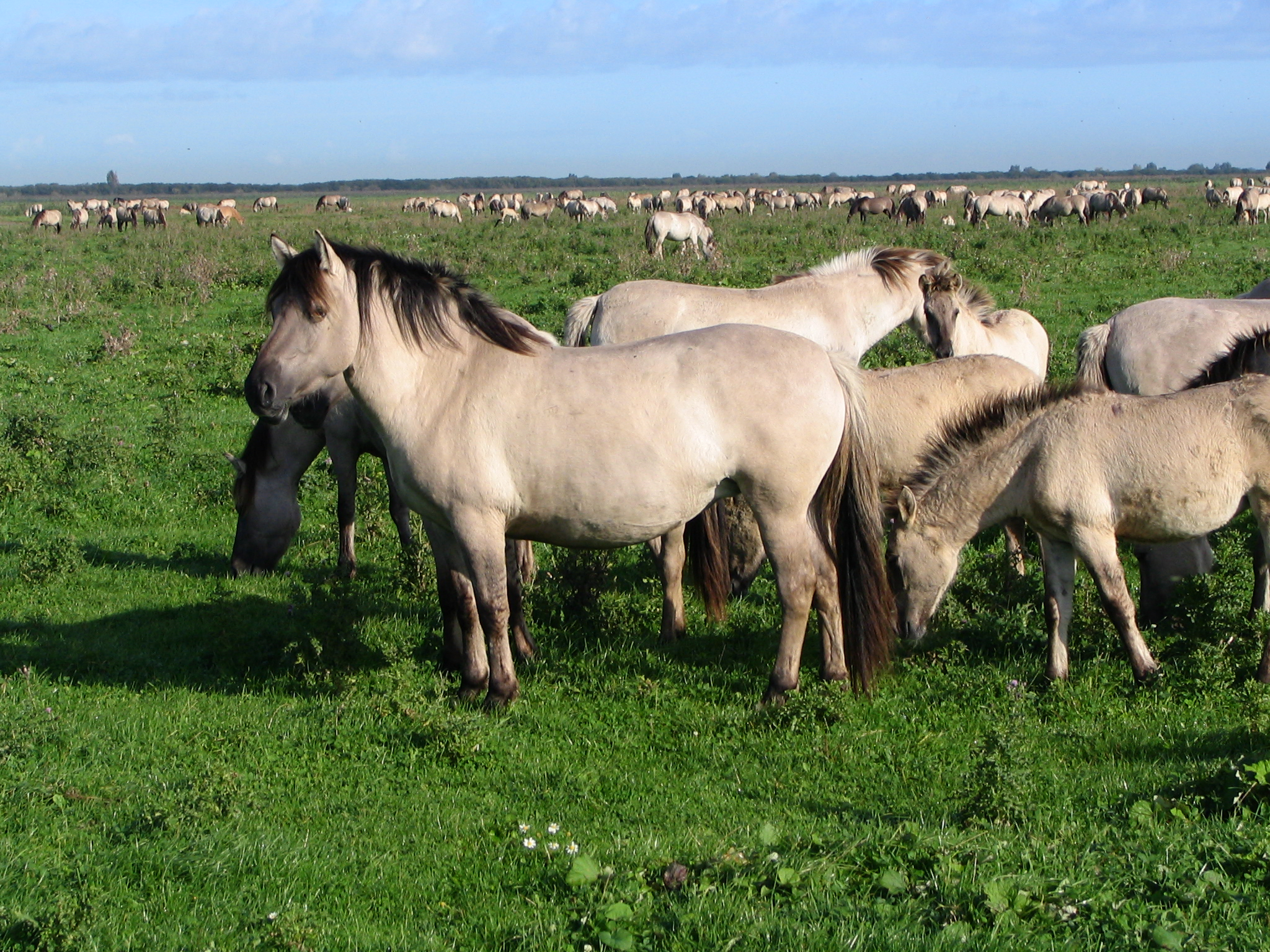
Manada de koniks salvajes en Oostvaardersplassen, Países Bajos.

La konik es una raza de caballo doméstico originaria de Polonia. El nombre significa literalmente "caballito" en polaco y hace referencia a su pequeño tamaño. El cuerpo es robusto, las patas cortas y la cabeza grande. Las crines y cola son largas y oscuras, mientras que en el pelaje del resto del cuerpo es corto o mediano, de color canela ceniciento salvo en patas y morro, más oscuros. Algunos ejemplares muestran algún rastro de la "línea mular" de pelo oscuro que recorre el lomo de caballos salvajes como el caballo de Przewalski y el extinto tarpán de las estepas europeas, e incluso desarrollan un pelaje más pálido y lanoso en invierno, al igual que aquellos. Este cúmulo de características primitivas que se observan en el konik se deben a su peculiar origen, pues se trata del caballo doméstico más próximo genéticamente al tarpán. Se originó en el siglo XIX en Polonia, a partir del cruce de caballos domésticos con yeguas salvajes capturadas.
El konik es un caballo bastante longevo, frugal y resistente, lo que le hace perfecto para diversos trabajos agrícolas. No obstante, su principal interés radica en su proximidad al tarpán. Durante el siglo XX, la raza ha sido objeto de diversos métodos de cría que buscaban potenciar las características de su antepasado extinto y obtener así una "reproducción" de éste que pudiera ser liberada luego en áreas protegidas para que cubriese el nicho ecológico que dejó vacante el tarpán. En la actualidad, existen manadas de koniks mejorados que viven en libertad en algunas zonas de Polonia, Lituania, Holanda e Inglaterra. El caballo de los Heck, obtenido tras cruzar koniks con ponis de Escocia e Islandia, se puede encontrar en algunas zonas de Alemania.